# Walter Bruyninckx
Walter Bruyninckx (* 27. August 1932) ist ein belgischer Jazz-Diskograph.
Der in Mechelen lebende Bruyninckx war 1948 Mitgründer eines Jazzclubs in Mechelen und arbeitete als Zeitungsjournalist und für UNICEF. Nach einem schweren Autounfall 1965 in Indien begann er sich in der Rekonvaleszenzphase 1966 ernsthaft mit Jazz-Diskographie zu beschäftigen. Der passionierte Sammler nahm Kontakt mit dem Diskographen Albert McCarthy und mit anderen Sammlern auf und legte ab 1968 (anfangs in einer Auflage von 500) auf rund 8000 Seiten seine „50 years of recorded Jazz 1917-1967“ vor, die auch Blues, Gospel, Ragtime umfasst. 1978 bis 1985 erschien in 9 Bänden (von je etwa 1500 Seiten) die zweite Auflage „60 years of recorded Jazz“, ebenfalls im Eigenverlag, gefolgt ab 1987 von der 3. Auflage „70 years of recorded Jazz“. 2007 erschien die erste von 4 CDs „90 Years of Recorded Jazz and Blues“ (die dann rund 20.000 gedruckten Seiten entsprechen sollen). In seiner Arbeit wird er von einer größeren Gruppe von Freiwilligen unterstützt.
Daneben gab er auch 35 Bände Genre-spezifischer Diskographien heraus (ursprünglich für den japanischen Markt), davon 5 Bände Progressive Jazz (Fusion, Free Jazz, Third Stream), 4 Bände Sänger, 12 Bände Swing und Dance Bands, 6 Bände Traditional Jazz, 6 Bände Modern Jazz (Bebop, Hardbop, West Coast), 2 Bände Modern Jazz Big Bands.
Die Diskographie von Bruyninckx ist neben der des Kanadiers Tom Lord (ab 1992) und der von Erik Raben (ab 1989, der Jörgen Grunnet Jepsen fortsetzt) das größte derzeit laufende allgemeine Jazz-Diskographie-Projekt. Bruyninckx kündigte an, nach der 2007 Ausgabe aufzuhören, wobei offen war, ob z. B. sein Sohn Lucien und Domi Truffandier die Arbeit fortsetzen.